# Kroontangare
De kroontangare (Tachyphonus coronatus) is een zangvogel uit de familie Thraupidae (tangaren).

## Verspreiding en leefgebied
Deze soort komt voor van oostelijk Paraguay tot zuidoostelijk Brazilië en noordoostelijk Argentinië.